# Ne poslat li nam... gontsa?
Ne poslat li nam... gontsa? (russisk: Не послать ли нам… гонца?) er en russisk spillefilm fra 1998 af Valerij Tjikov.

## Medvirkende
- Mikhail Jevdokimov som Ivan
- Lev Durov som Jakov
- Sasja Komkov som Sasja
- Irina Rozanova
- Nikolaj Trofimov